# Paraibano
Paraibano este un oraș în unitatea federativă Maranhão (MA), Brazilia.